# 마하따예시두

마하따예시두 넥 리본

마하따예시두(버마어: မဟာသရေစည်သူ 마하따예시두)는 미얀마 연합 훈장의 5가지 영예 중 하나이며 3급 영예이다.
1948년 1월 4일 미얀마의 주권적이고 독립적인 연방이 수립된 후, 연방 정부의 대통령은 독립 기념일을 기념하여 새로운 연례 포상 시스템을 도입했다.
마하따예시두는 차오파, 장관, 대법원 장관 및 뛰어난 국가 공무원에게 수여되었다.

## 수신자
- 우 딴, (유엔 사무총장)
- 묘마 우발륀 (1951)[2][3]
- 버마 외교관 Pe Khin .
- U Kya Pu, Panglong 계약 홍보 담당자
- 킨마웅퓨 사무총장(1949)[4]
- 한박사
- 민뇨 (1958)
- Aung Gyi 준장[5][6]
- 마웅 마웅 초 윈 준장
- 찻차이 춘하완, 태국 총리
- U Sein, 1948년부터 1960년까지 Kayah State의 최고 장관
- 틴 우 (중장)
- 민 아웅 흘라잉